# Eupterote domina
Eupterote domina är en fjärilsart som beskrevs av Stoll. Eupterote domina ingår i släktet Eupterote och familjen Eupterotidae. Inga underarter finns listade i Catalogue of Life.